# Houston Swing Engine
Houston Swing Engine était un groupe suisse formé à Lausanne en 2001. Il réunissait notamment des membres d'Unfold (Danek, chant), de Shovel (François, guitare, et Frank, batterie) et de Kruger (Renaud, ici bassiste). Il a été remplacé par Laurent en 2004 peu avant la sortie de The Tiger Flamboyant, Renaud étant très occupé par Kruger et son label RRRecords (Ronald Reagan Records). 
En juillet 2005, le groupe a joué au Montreux Jazz Festival en première partie des Queens Of The Stone Age. Il a également partagé la scène avec The Eagles Of Death Metal, Helmet, Billy Talent, Gwar, The Sewergrooves, Kruger, The Hellsuckers, The International Noise Conspiracy, The Bellrays, Mclusky, Millionaire, etc.
Le batteur Frank a aussi officié dans A Season Drive, groupe actuellement mort, dans lequel il était guitariste.
Le style est à la croisée du post-hardcore pour le chant et du stoner pour la musique, le tout sonnant comme un rock terriblement groovy.
Leur ultime album, Entre hommes, est sorti en avril 2007 et semble enfin célébrer l'amour unisexe qu'ils n'ont cessé de revendiquer lors de leurs concerts. 
Le groupe s'est séparé amicalement au printemps 2008 après une centaine de concerts en Suisse et en France. 
François, Laurent et Frank jouent depuis 2014 dans Hey Satan.

## Composition
- Danek "Odin von Nazareth" : Chant
- Frank "Kiki De Montparnasse" : Batterie
- François "Bob Morlock" : Guitare
- Laurent "Sylvester Staline" : Basse

## Discographie
- Greatest Hits (2002)
- The Smell Of Horses (2003)
- The Tiger Flamboyant (2005)
- Entre Hommes (2007)